# Deidroepiandrosterone
Il 5-deidroepiandrosterone (DHEA-5) è un ormone steroideo naturale endogeno a 19 atomi di carbonio. Esso è il principale ormone steroideo prodotto dalla secrezione delle ghiandole surrenali, viene anche prodotto nelle gonadi e nel cervello. 
Il DHEA è lo steroide circolante più abbondante degli esseri umani.
Il DHEA è stato implicato in una vasta gamma di effetti biologici sugli esseri umani e altri mammiferi. Esso agisce sul recettore degli androgeni, sia direttamente sia attraverso i suoi metaboliti, che comprendono 7-cheto-DHEA, androstenediolo e androstenedione. Questi ultimi possono subire un'ulteriore conversione per produrre l'androgeno testosterone e gli estrogeni estrone ed estradiolo.
Il DHEA è anche un potente agonista del recettore sigma-1, viene per questo considerato un neurosteroide.
Il livello di DHEA si misura con l'esame della saliva.
Il pregnenolone è il precursore del DHEA e del cortisolo.